# Martwa woda
Martwa woda – album zespołu Bajm wydany w 1985 roku nakładem Pronitu.

## Ogólne informacje
Był to drugi album studyjny zespołu. Na płycie zostało zaprezentowane surowe i mroczne brzmienie, a teksty zawierały treści polityczne. Są tu piski, krzyki, eksperymenty z „oddechem”, rozwlekłe wokalizy i prawdziwe popisy wokalne. Wokalistka śpiewa o trudach, bezsensowności życia w krańcowym stadium komuny, o życiu w marazmie i oczekiwaniu na zew wolności. Rok przed wydaniem płyty ukazał się singiel z piosenkami „Ściany mają uszy, uszy znakomite” i „Diabelski krąg”. Wiele lat po wydaniu albumu wokalistka, udzielając wywiadu, została zapytana, dlaczego jej zespół tak radykalnie zmienił styl na drugim krążku. Powiedziała wtedy, że „śpiewanie o motylkach i kwiatkach w tamtym okresie byłoby nieuczciwe”.
Album nie zdobył jednak takiej popularności, jaką cieszyła się poprzednia płyta. Mimo to zdobył status złotej płyty i wylansował dwa przeboje „Małpa i ja” i „Piramidy na niby”. Był promowany przez telewizyjny film muzyczny, w którym zaprezentowano poszczególne piosenki pod tytułem Piramidy na niby.
W 2003 roku wydano reedycję albumu na płycie kompaktowej ze zmienioną szatą graficzną.

## Lista utworów
Strona A
1. „W klatce lwa” (muz. B. Kozidrak, J. Kozidrak – sł. B. Kozidrak) – 1:52
2. „Małpa i ja” (muz. J. Kozidrak – sł. B. Kozidrak) – 5:45
3. „Piramidy na niby” (muz. B. Kozidrak, J. Kozidrak – sł. B. Kozidrak) – 4:06
4. „Czaruj mnie” (muz. J. Kozidrak – sł. B. Kozidrak) – 5:05
5. „Ściany mają uszy, uszy znakomite” (muz. B. Kozidrak, J. Kozidrak – sł. B. Kozidrak) – 5:27

Strona B
1. „Diabelski krąg” (muz. B. Kozidrak, J. Kozidrak – sł. B. Kozidrak) – 4:25
2. „Martwa woda” (muz. J. Kozidrak – sł. B. Kozidrak) – 5:44
3. „Moja wina, wielka wina” (muz. J. Kozidrak – sł. B. Kozidrak) – 3:58
4. „Ucz się, ucz się” (muz. J. Kozidrak – sł. B. Kozidrak) – 5:45

## Teledyski
- Małpa i ja

## Twórcy
- Beata Kozidrak – wokal
- Andrzej Pietras – wokal
- Jarosław Kozidrak – wokal, gitara, instrumenty klawiszowe
- Henryk Mazurek – gitara
- Marek Makuch – gitara basowa
- Bogdan Tchórzewski – perkusja

Personel
- Józef B. Nowakowski – realizacja dźwięku
- Włodzimierz Kowaliński – projekt graficzny i foto